# Iora comuna
La iora comuna (Aegithina tiphia) és una espècie d'ocell de la família dels egitàlids (Aegithalidae).

## Hàbitat i distribució
Habita boscos, matolls, terres de conreu i manglars, des del nord del Pakistan, l'Índia, Bangladesh, Sri Lanka i sud-oest de la Xina, cap al sud, a través del Sud-est Asiàtic fins a Sumatra, Java, Bali, Borneo i Palawan.